# Società Sportiva Lazio Nuoto 1934
Questa voce raccoglie le informazioni riguardanti la Società Sportiva Lazio Nuoto nelle competizioni ufficiali della stagione 1934.

## Rosa
| N° |                   | Ruolo | Giocatore   |
| -- | ----------------- | ----- | ----------- |
|    | Italia (bandiera) | P     | Fossati     |
|    | Italia (bandiera) |       | Pietrangeli |
|    | Italia (bandiera) |       | Jacchia     |
|    | Italia (bandiera) |       | Priano      |
|    | Italia (bandiera) |       | De Giovanni |
|    | Italia (bandiera) |       | Zenobi      |

| N° |                   | Ruolo | Giocatore      |
| -- | ----------------- | ----- | -------------- |
|    | Italia (bandiera) |       | Scalia         |
|    | Italia (bandiera) |       | Chiaramonte    |
|    | Italia (bandiera) |       | Renato Candela |
|    | Italia (bandiera) |       | Aldo Ghira     |
|    | Italia (bandiera) |       | Henke          |

## Risultati

### Campionato
| Camogli 10 giugno 1934 | Camogli | 5 – 2 | Lazio |  |

| Roma agosto 1934 | Lazio | 0 – 0 | Mameli di Voltri |  |

| Roma agosto 1934 | Lazio | 3 – 0 | Libertas |  |

| Voltri 2 settembre 1934 | Mameli di Voltri | 3 – 1 | Lazio |  |

| Arbitro: | Marchetti (Genova) |

|       |           |  |
| Omero | Marcatori |  |

| Arbitro: | Armando Mascoli |

|                      |           |       |
| Zenobi Jacchia Henke | Marcatori | Omero |

| Roma 3 ottobre 1934 | Lazio           | 0 – 2 | Ginnastica Triestina | \| Arbitro: \| Armando Mascoli \| |
| Arbitro:            | Armando Mascoli |       |                      |                                   |

| 1934 | Lazio | 1 – 3 | Florentia |  |

| 1934 | Lazio | 0 – 1 | Milano |  |